# 鋸鰓擬花鮨
庫伯氏擬花鱸（学名：[Pseudanthias cooperi] 错误：{{Lang}}：文本有斜体标记（帮助）），又名鋸鰓擬花鮨，为鮨科擬花鮨屬下的一个种。

## 分布
本魚分布於印度太平洋區，從東非、南非、葉門、塞席爾群島、模里西斯、馬爾地夫、英屬印度洋領地、可可群島、印度、日本、臺灣、印尼、關島、澳洲、庫克群島、新喀里多尼亞、帛琉、馬紹爾群島、密克羅尼西亞、吉里巴斯、東加等海域。

## 深度
水深10至91公尺。

## 特徵
本魚體側扁，吻略圓鈍，雄魚體色為淺粉紅色，頭部、背部及尾鰭為粉紅色，側線上緣有一銀白色縱帶，從頭頂延伸至尾部，體色有一紅色的不規則斑塊，吻部、背鰭邊緣及尾鰭上下葉邊緣為亮藍色，胸鰭及腹鰭帶紫色，尾鰭成琴尾狀。雌魚體為橘紅色，下頷銀白色，尾鰭分叉，背鰭硬棘10枚；背鰭軟條15至17枚；臀鰭硬棘3枚；臀鰭軟條7至8枚，體長可達14公分。

## 生態
本魚棲息在礁石區，喜在強流活動，屬肉食性，以浮游動物為食，雄魚具有領域性，為一夫多妻制，若族群中雄魚死亡，第一順位的雌魚會性轉變為雄魚。

## 經濟利用
可做為觀賞魚。